# حسین‌آباد شفیع پور
حسین‌آباد شفیع پور روستایی در دهستان گاریزات بخش گاریزات شهرستان تفت استان یزد ایران است.

## آثار باستانی
قلعه (برج) تاریخی، یکی از زیباترین جاذبه‌های تاریخی این روستا است. قدمت این برج به اواخر دوره زندیه بر می‌گردد.

## جمعیت
بر پایه سرشماری عمومی نفوس و مسکن در سال ۱۳۹۵ جمعیت این روستا 5000 نفر (503خانوار) بوده‌است.